# Soltanto un bacio
Soltanto un bacio è un film del 1942, diretto da Giorgio Simonelli.

## Trama
Appena compiuti ventun anni una ricca ragazza si trova davanti a un consiglio di amministrazione che vorrebbe trovarle un marito. Lei però rifiuta la loro offerta e confessa di essersi innamorata di uno sconosciuto che le ha dato un bacio nei capelli. Così la ragazza decide di cercarlo e, dopo vari equivoci, si innamora di un maestro di musica, amico dello sconosciuto. Dopo varie vicende e chiarito l'equivoco circa il bacio dello sconosciuto, ella si impone al consiglio di amministrazione e sposa il musicista.